# Ministrowie pracy Irlandii
Minister pracy – minister w rządzie Irlandii powołany po raz pierwszy w 1919. Przetrwał do roku 1922 i został przywrócony w 1966. W 1993 został przekształcony w ministerstwo równouprawnienia i reform prawnych. Ministerstwo to zostało w 1997 zlikwidowane a jego kompetencje przejęło ministerstwo sprawiedliwości i równości.
Hrabina Konstancja Markiewicz, pierwsza minister pracy była jednocześnie pierwszą kobietą na stanowiskach ministerialnych w historii.

## Ministrowie pracy Wolnego Państwa Irlandzkiego
| Minister              | Czas urzędowania                   |
| --------------------- | ---------------------------------- |
| Konstancja Markiewicz | 2 kwietnia 1919 – 9 stycznia 1922  |
| Joseph McGrath        | 11 stycznia 1922 – 9 września 1922 |
| Patrick Hogan         | 17 lipca 1922 – 9 września 1922    |

## Ministrowie pracy Irlandii
| Minister          | Czas urzędowania                    |
| ----------------- | ----------------------------------- |
| Patrick Hillery   | 13 lipca 1966 – 2 lipca 1969        |
| Joseph Brennan    | 2 lipca 1969 – 14 marca 1973        |
| Michael O’Leary   | 14 marca 1973 – 5 lipca 1977        |
| Gene FitzGerald   | 5 lipca 1977 – 16 grudnia 1980      |
| Tom Nolan         | 16 grudnia 1980 – 30 czerwca 1981   |
| Liam Kavanagh     | 30 czerwca 1981 – 9 marca 1982      |
| Gene FitzGerald   | 9 marca 1982 – 14 grudnia 1982      |
| Liam Kavanagh     | 14 grudnia 1982 – 13 grudnia 1983   |
| Ruairi Quinn      | 13 grudnia 1983 – 20 stycznia 1987  |
| Gemma Hussey      | 20 stycznia 1987 – 10 marca 1987    |
| Bertie Ahern      | 10 marca 1987 – 14 listopada 1991   |
| Michael O’Kennedy | 14 listopada 1991 – 11 lutego 1992  |
| Brian Cowen       | 11 lutego 1992 – 12 stycznia 1993   |
| Mervyn Taylor     | 12 stycznia 1993 – 21 stycznia 1993 |

## Ministrowie równouprawnienia i reform prawnych Irlandii
| Minister              | Czas urzędowania                     |
| --------------------- | ------------------------------------ |
| Mervyn Taylor         | 21 stycznia 1993 – 17 listopada 1994 |
| Máire Geoghegan-Quinn | 18 listopada 1994 – 15 grudnia 1994  |
| Mervyn Taylor         | 15 grudnia 1994 – 26 czerwca 1997    |
| John O’Donoghue       | 26 czerwca 1997 – 8 lipca 1997       |